# Ciclismo al XIV Festival olimpico estivo della gioventù europea
Le competizioni di ciclismo al XIV Festival olimpico estivo della gioventù europea si sono svolte dal 25 al 27 luglio 2017 sull'Autostrada ungherese M85 nei pressi di Győr, in Ungheria.

## Risultati

### Ragazzi
| Specialità     | Oro                          | Prestazione | Argento                 | Prestazione | Bronzo                    | Prestazione |
| Prova in linea | Andrea Piccolo Italia        |             | Vlas Shichkin Russia    |             | Viacheslav Polozov Russia |             |
| Cronometro     | William Blume Levy Danimarca |             | Michel Hermann Germania |             | Gleb Karpenko Estonia     |             |

### Ragazze
| Specialità     | Oro                        | Prestazione | Argento                | Prestazione | Bronzo                         | Prestazione |
| Prova in linea | Dina Scavone Belgio        |             | Wilma Olausson Svezia  |             | Maria Bertelsen Danimarca      |             |
| Coronometro    | Ronja Blöchlinger Svizzera |             | Lara Gillespie Irlanda |             | Elynor Backstedt Gran Bretagna |             |

## Medagliere
| Pos.          | Paese     | Oro | Argento | Bronzo | Totale |
| ------------- | --------- | --- | ------- | ------ | ------ |
| 1             | Danimarca | 1   | 0       | 1      | 2      |
| 2             | Belgio    | 1   | 0       | 0      | 1      |
| Italia        | 1         | 0   | 0       | 1      |        |
| Svizzera      | 1         | 0   | 0       | 1      |        |
| 5             | Russia    | 0   | 1       | 1      | 2      |
| 6             | Germania  | 0   | 1       | 0      | 1      |
| Irlanda       | 0         | 1   | 0       | 1      |        |
| Svezia        | 0         | 1   | 0       | 1      |        |
| 9             | Estonia   | 0   | 0       | 1      | 1      |
| Gran Bretagna | 0         | 0   | 1       | 1      |        |
| Totale        | Totale    | 4   | 4       | 4      | 12     |